# おめざめワイド
『おめざめワイド』は、1994年4月4日から2009年3月27日まで中京テレビで放送されていた朝の情報番組である。日本テレビ系全国ネットの情報番組『ズームイン!!SUPER』第1部のローカル差し替え番組として放送。

## 概要
それまで同局で放送されていた帯番組『おはようテレワッサン』に替わって放送開始。
当初は『おめざめワイド600』と題して放送されていたが、それから1年後に番組は『ズームイン!!朝!』で名古屋地区キャスターを務めていたきくち教児をメインに据え、タイトルも『教児のおめざめワイド』に変更した。その後、2001年10月1日に『ズームイン!!SUPER』がスタートしたことによる放送時間変更の影響で5:30放送開始になったことから、『おめざめワイド!530』へ改題した。
2004年10月後半に最終タイトルの『おめざめワイド』へ改題した。さらに、2005年4月に高精細度テレビジョン放送 (HD) を開始するのに合わせ、番組タイトルロゴやスタジオセットなども大幅にリニューアルした。番組は長年、きくち教児と安部まみこの2人がメインを務めていたが、2005年4月のリニューアル以後は安部がメインを務める形となった。このため、きくちは実質メインキャスターからサブキャスターへと降格している。
2008年7月7日に番組は再びリニューアルし、安部に替わって板谷学がメインキャスターを務めるようになった。また、同日からは『ズームイン!!SUPER』の出演者たちも出演するようになり、きくちは新聞コーナー「教児のかわら版」と「注目記事でGO!」を、金山泉はスポーツコーナー「Sports Plus+」を、尾原秀三は「ナゴヤHOTグルメ」を担当した。このリニューアルを機に、『ズームイン!!SUPER』の中京テレビローカル枠が大幅拡大し、実質上『ズームイン!!SUPER』とのオムニバス放送となった（6:42頃 - 6:57頃、7:25頃 - 7:26頃、7:52頃 - 8:00の3枠）。また、それから半年後の2009年1月5日にも再びリニューアルが行われ、板谷学がメインキャスターを担当し、きくち教児が新聞コーナー「教児のかわら版」を担当するというスタイルは変わらなかったが、5時台は『ズームイン!!SUPER』の同時ネットが中心になり、中京テレビのスタジオからは6時台が中心になった。また、2008年7月から実施してきた7時52分過ぎの『ズームイン!!SUPER』のローカル差し替えも廃止された（即ち、『ズームイン!!SUPER』の差込み番組化）。
2009年3月27日放送分をもって番組は終了。その後は中京テレビでも『ズームイン!!SUPER』がほぼフルネットで放送されていたが、6時台のいくつかのコーナーが東海3県向けのものに差し替えられたり、7時52分過ぎ（月曜 - 木曜 ただし、祝日は差し替えを休止することもある）のローカル差し替えが「イチオシ エンタ DE Chu」の題で復活していたりと、中京テレビ放送版では依然としてローカル色が大きく残されていた。また、この『おめざめワイド』が放送されていた当時の名残から、日テレNEWS24製作の『Oha!4 NEWS LIVE』は中京テレビでは5:19で終了し、東海3県の天気予報『おはよう天気』を放送した後に『ズームイン!!SUPER』へ繋げるという形が取られていた。これを踏まえて、中京テレビは『ズームイン!!SUPER』が『ZIP!』へとリニューアルするのに合わせて自社製作番組『おはZIP!』を立ち上げ、ローカル枠を1番組として復活させた（『ZIP!』についてはフルネットで放送し、ここでは天気コーナーの差し替えのみ）。

## 放送時間
| 期間       | 期間       | 放送時間（日本時間）     |
| ---------- | ---------- | ------------------------ |
| 1994.04    | 1995.03    | 平日 6:00 - 7:00（60分） |
| 1995.04    | 2001.09    | 平日 5:44 - 7:00（76分） |
| 2001.10    | 2004.03    | 平日 5:30 - 6:30（60分） |
| 2004.04    | 2006.03    | 平日 5:29 - 6:30（61分） |
| 2006.04.03 | 2009.03.27 | 平日 5:19 - 6:30（71分） |

全期間を通じて、番組途中で日本テレビからの全国ニュース（2001年9月までは『NNNニュースジパング』、同年10月以降は『NNNニュースSUPER』）を同時ネットしていた（放送時間は各番組の項を参照）。

## 出演者

### 番組終了時の出演者

#### キャスター
- 板谷学 - メインキャスター。『おめざめワイド600』時代にもリポーターで出演していたことがある。
- きくち教児 - 「教児のかわら版」を担当。
- 我妻絵美
- 二村千津子 - 気象予報士。

#### 芸能リポーター
- 井上公造 - 不定期で出演。
- 城下尊之
- 佐々木博之
- 川内朋子
- 菊池真由子
- 長谷川まさ子
- 川田一美津 - 不定期で出演。

### 途中降板した出演者
- 高橋むつみ - 『おめざめワイド600』時代に出演。
- 早川敦子 - 『おめざめワイド600』時代に出演。
- 桐生順子 - 『おめざめワイド600』時代に出演。
- 緒方喜子 - 『おめざめワイド600』から『教児のおめざめワイド』まで出演。
- 連美奈
- 小林美穂子
- 大木ゆみ子
- 元木敬文
- 安部まみこ - 『教児のおめざめワイド』から『おめざめワイド』の途中まで出演。
- 神ひろし - 『教児のおめざめワイド』から『おめざめワイド』の途中まで出演。ニュースとスポーツコーナーを担当していた。
- 本多小百合 - 『教児のおめざめワイド』から『おめざめワイド!530』まで出演。月曜・火曜担当。
- 前田麻衣子 - 『教児のおめざめワイド』から『おめざめワイド』の途中まで出演。水曜・木曜・金曜担当 → 月曜・火曜担当（途中、水曜も担当していた時期あり）。
- 加藤亜希子 - 『おめざめワイド!530』から『おめざめワイド』の途中まで出演。水曜・木曜・金曜担当。
- 鶴木陽子 - 『おめざめワイド』時代に出演。水曜・木曜・金曜担当（途中、水曜の担当から外れていた時期あり）。
- 吉田太一
- 尾原秀三
- 金山泉 - 『おめざめワイド』時代に出演。月曜・火曜・水曜担当[3]。
- 本田恵美 - 『おめざめワイド』時代に出演。木曜・金曜のスポーツコーナー担当[3]。

## 主な放送内容
下記一覧は、いずれも番組終了時におけるタイムテーブルである。

### 『おめざめワイド』枠（5:19 - 6:30）
| 時刻   | 放送内容                             | 備考                                |
| ------ | ------------------------------------ | ----------------------------------- |
| 5:19   | 番組オープニング                     |                                     |
| 5:23頃 | 早よみ!スポーツ新聞                  | 『ズームイン!!SUPER』との同時ネット |
| 5:28頃 | 全国の天気                           | 『ズームイン!!SUPER』との同時ネット |
| 5:29頃 | 530ヘッドライン                      | 『ズームイン!!SUPER』との同時ネット |
| 5:38頃 | 530ヘッドライン（スポーツ）          | 『ズームイン!!SUPER』との同時ネット |
| 5:45頃 | 新聞のミカタ                         | 『ズームイン!!SUPER』との同時ネット |
| 5:50頃 | おめざめ天気予報・プレゼントコーナー |                                     |
| 5:52頃 | 奥浜レイラのコーナー                 | 『ズームイン!!SUPER』との同時ネット |
| 5:56頃 | 三面見逃さナイッス!                  | 『ズームイン!!SUPER』との同時ネット |
| 5:59   | きょうのあかさたな占い               | 『ズームイン!!SUPER』との同時ネット |
| 6:00   | NNNニュースSUPER                     | 『ズームイン!!SUPER』との同時ネット |
| 6:10   | おめざめ天気予報                     |                                     |
| 6:14頃 | 教児のかわら版                       | ローカル新聞コーナー                |
| 6:24頃 | 朝イチ エンタ DE Chu                 | 芸能リポーターを交えてのコーナー    |

### 『ズームイン!!SUPER』枠（6:30 - 8:00）
| 時刻               | 放送内容                                                                                | 備考                                |
| ------------------ | --------------------------------------------------------------------------------------- | ----------------------------------- |
| 6:30               | ズームイン!!SUPER 第2部オープニング                                                     |                                     |
| 6:33頃             | 630ヘッドライン（ニュース）                                                             | 『ズームイン!!SUPER』との同時ネット |
| 6:38頃             | 630ヘッドライン（スポーツ）                                                             | 『ズームイン!!SUPER』との同時ネット |
| 6:42頃             | 東海地方の天気・あっちむいてズー（CTV版）                                               |                                     |
| 6:44頃             | まるごと エンタ DE Chu                                                                  | 芸能リポーターを交えてのコーナー    |
| 6:58               | ズームイン!!LIVE （ニュース）                                                           | 『ズームイン!!SUPER』との同時ネット |
| 7:15頃             | 日本全国 旬な話題を生中継                                                               | 『ズームイン!!SUPER』との同時ネット |
| 7:18頃             | ズムスポ（スポーツコーナー）                                                            | 『ズームイン!!SUPER』との同時ネット |
| 7:25頃             | エンパラ                                                                                | 『ズームイン!!SUPER』との同時ネット |
| 7:32頃             | 東海地方の天気・ズーミンとズームイン（CTV版）                                           |                                     |
| 天気予報等の放送後 | エンパラ                                                                                |                                     |
| 7:41頃             | ズムとく!                                                                               | 『ズームイン!!SUPER』との同時ネット |
| 7:53頃             | 橋本五郎のニュースのカナメ（月曜・火曜） 辛坊治郎のニュースのカナメ（水曜・木曜・金曜） | 『ズームイン!!SUPER』との同時ネット |
| 7:56頃             | ズーミン・チャーミンとズームイン                                                        | 『ズームイン!!SUPER』との同時ネット |
| 7:59頃             | 全国の天気・エンディング 『ズームイン!!サタデー』予告（金曜のみ）                       | 『ズームイン!!SUPER』との同時ネット |

## その他
- 2001年9月12日の放送は、日本時間の前夜に起こったアメリカ同時多発テロ事件関連の報道特別番組編成によって休止になった。
- 2003年3月19日の放送では、5:30から『ズームイン!!SUPER』が始まった。これは、イラク戦争開戦直前だったためにそちらのニュースを優先したものと思われる。なお、地方ニュースを放送する時間帯には平常通りに地方ニュースが放送された。この時、おめざめワイドのアナウンサーがニュースを伝えた。
- 年末年始編成で番組が休止になる時には、『ズームイン!!SUPER』は平常通り6:30からで、『NNNニュースSUPER』は単独番組扱いとなる編成が多かった。2007年12月28日と2008年1月4日には5:20からの放送となり、完全ネットした。
- 板谷学をメインキャスターに据えてリニューアルした2008年7月からは、本番組の週末号的なポジションの番組『Itayan』が日曜夕方に放送されていた。